# Лунголаго (Рим)
Лунголаго је насеље у Италији у округу Рим, региону Лацио.
Према процени из 2011. у насељу је живело 212 становника. Насеље се налази на надморској висини од 166 м.